# Saint-Georges-d’Hurtières
Saint-Georges-d’Hurtières, bis zum 5. November 2013 Saint-Georges-des-Hurtières, ist eine Gemeinde in den Savoyen in Frankreich. Sie gehört zur Region Auvergne-Rhône-Alpes, zum Département Savoie, zum Arrondissement Saint-Jean-de-Maurienne und zum Kanton Saint-Pierre-d’Albigny. Sie grenzt im Nordwesten an Montgilbert, im Nordosten an Val-d’Arc mit Aiguebelle, im Osten an Argentine, im Süden an Saint-Alban-d’Hurtières, im Südwesten an Le Pontet und im Westen an Montendry.

## Bevölkerungsentwicklung
| Jahr                       | 1962 | 1968 | 1975 | 1982 | 1990 | 1999 | 2008 | 2013 | 2021 |
| -------------------------- | ---- | ---- | ---- | ---- | ---- | ---- | ---- | ---- | ---- |
| Einwohner                  | 279  | 286  | 303  | 272  | 203  | 210  | 272  | 311  | 389  |
| Quellen: Cassini und INSEE |      |      |      |      |      |      |      |      |      |

## Sehenswürdigkeiten
- Straßenbrücke Pont des Moulins
- Mühle Moulin du ruisseau des Plans
- Kirche Saint-Georges
- Kriegerdenkmal

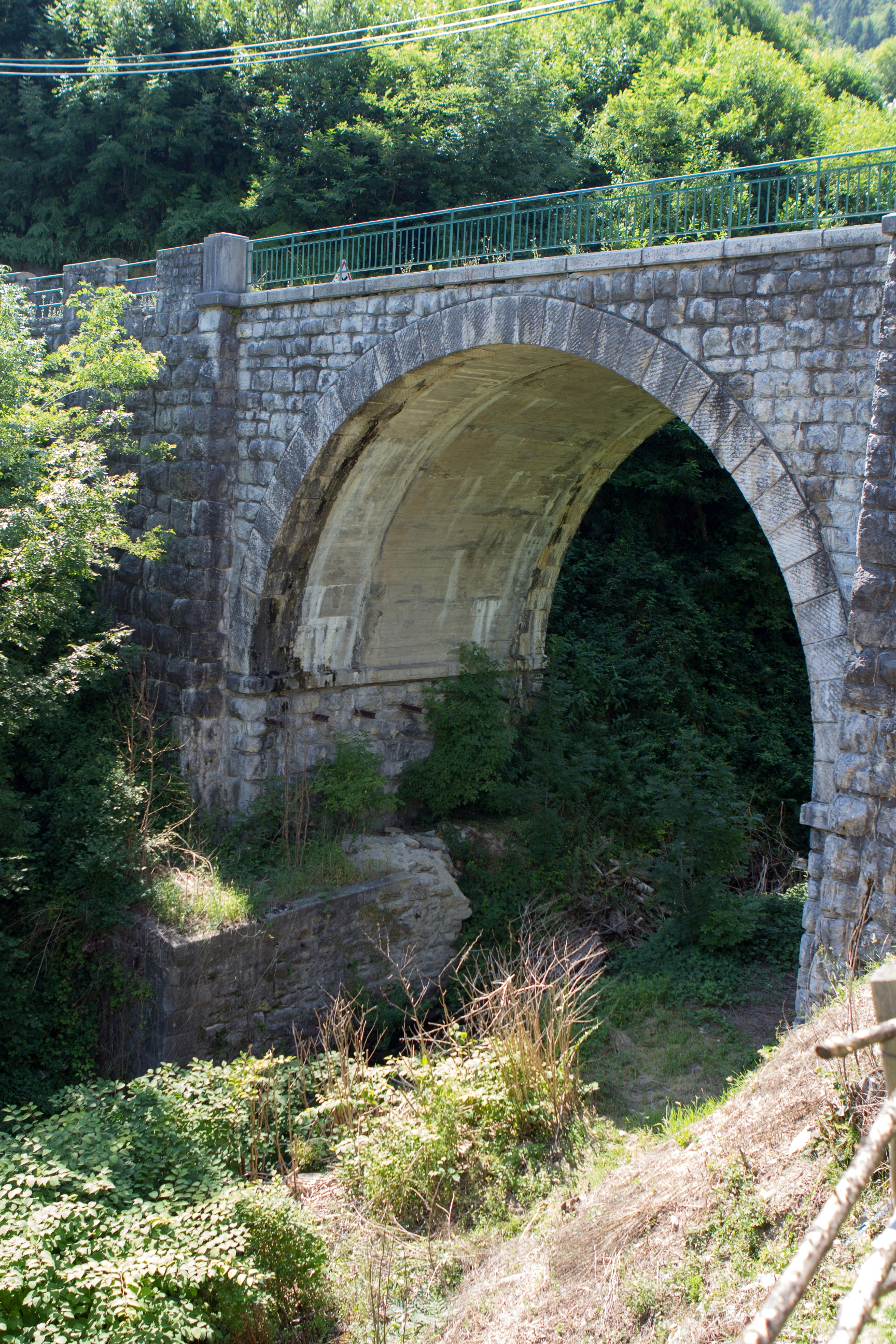
Pont des Moulins
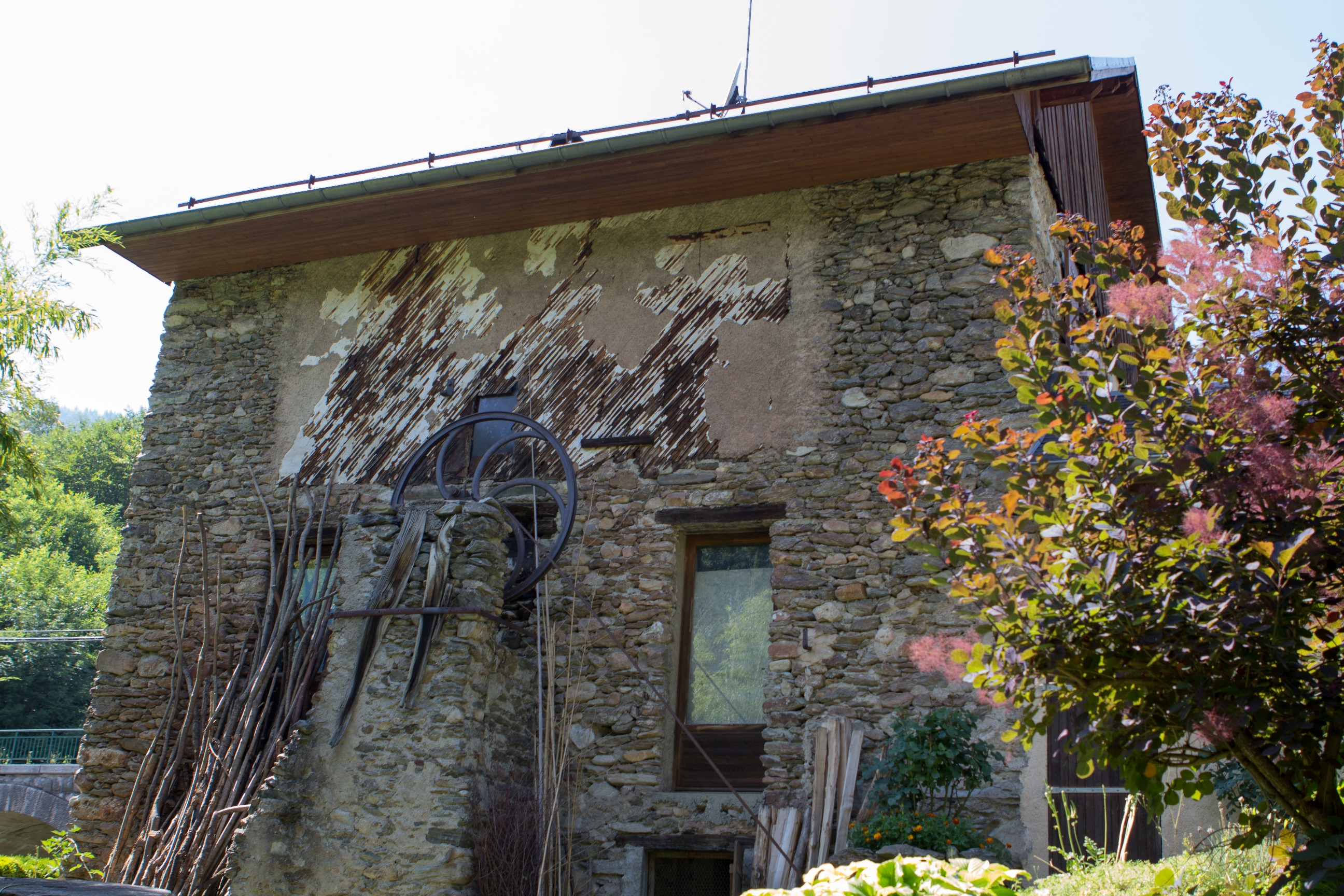
Mouline du ruisseau des Plans
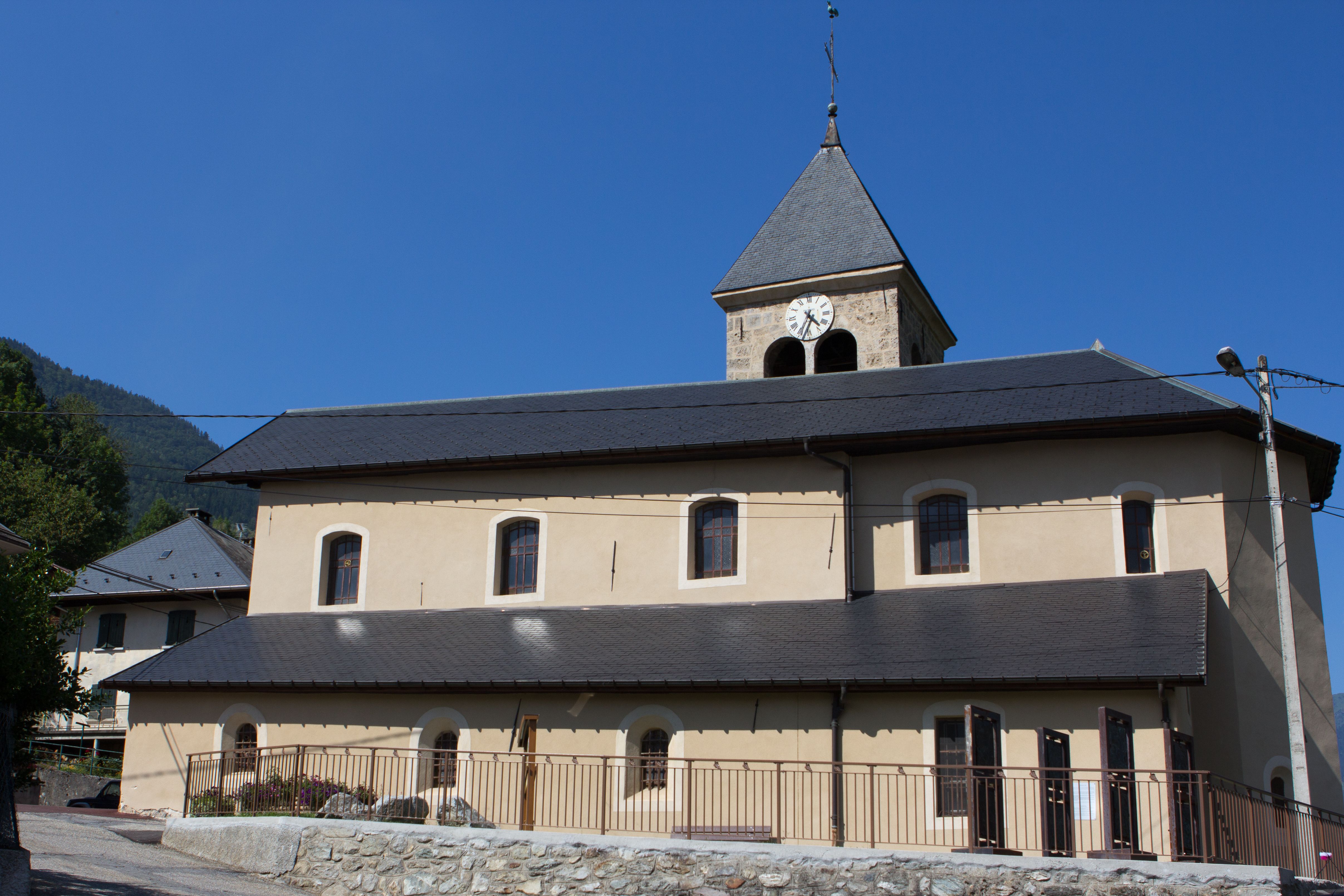
Kirche Saint-Georges
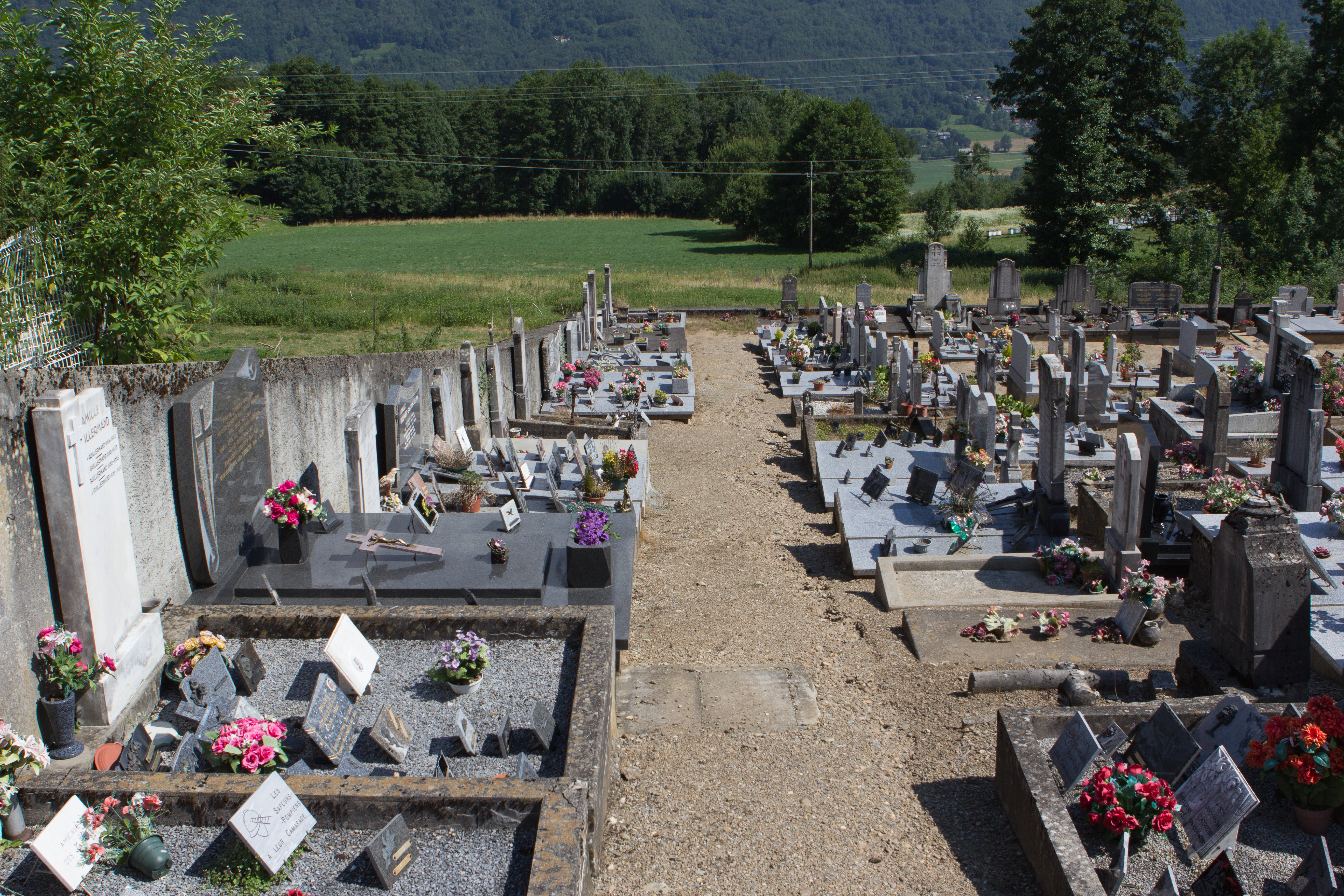
Militärfriedhof
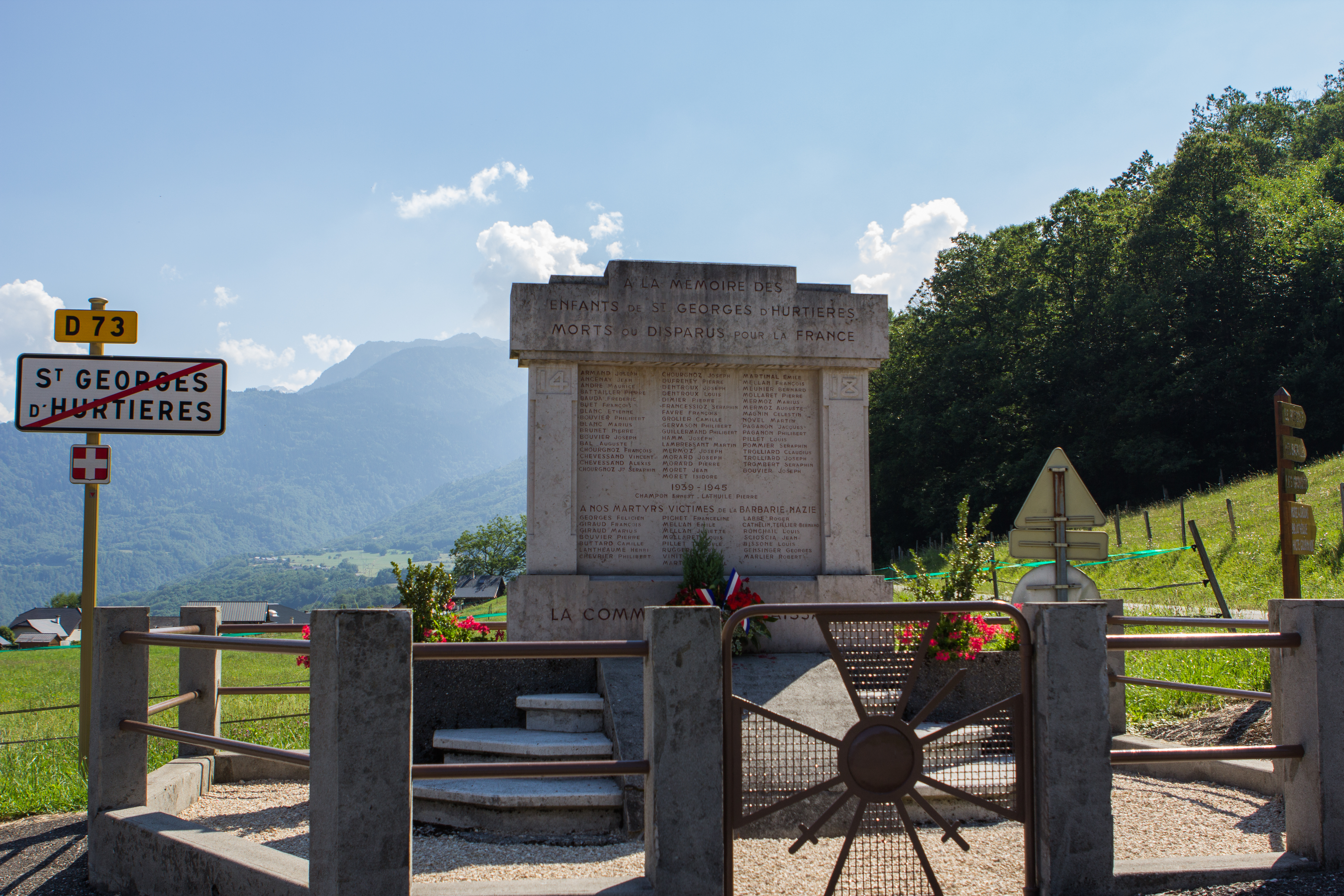
Kriegerdenkmal
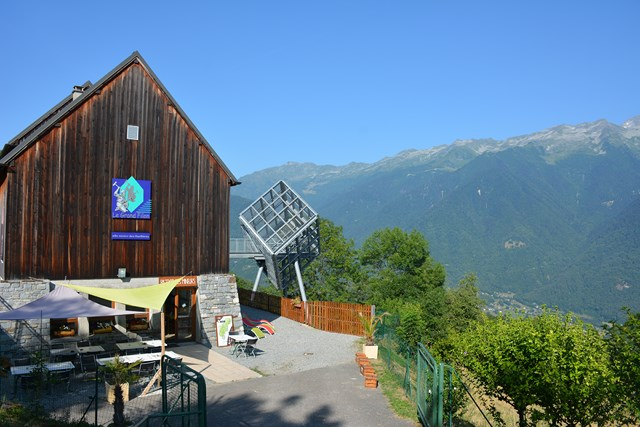
Ortsmuseum